# Виндмур (Пенсилванија)
Виндмур (енгл. Wyndmoor) насељено је место без административног статуса у америчкој савезној држави Пенсилванија.

## Демографија
По попису из 2010. године број становника је 5.498, што је 103 (-1,8%) становника мање него 2000. године.
| Група             | 2000.         | 2010.         |
| Белци             | 4.486 (80,1%) | 4.041 (73,5%) |
| Афроамериканци    | 875 (15,6%)   | 1.032 (18,8%) |
| Азијати           | 119 (2,1%)    | 182 (3,3%)    |
| Хиспаноамериканци | 59 (1,1%)     | 135 (2,5%)    |
| Укупно            | 5.601         | 5.498         |